# Classica Catoviciensia. Scripta Minora
Classica Catoviciensia. Scripta Minora – rocznik wydawany w Katowicach od 2000 roku przez Koło Młodych Klasyków przy Katedrze Filologii Klasycznej Uniwersytetu Śląskiego. W piśmie publikowane są artykuły o szeroko pojętej tematyce antyku. Redaktorem naczelnym jest Przemysław Marciniak.